# Kotradić
Kotradiq en albanais et Kotradić en serbe latin (en serbe cyrillique : Котрадић) est une localité du Kosovo située dans la commune/municipalité de Pejë/Peć et dans le district de Pejë/Peć. Selon le recensement kosovar de 2011, elle compte 634 habitants, dont une majorité d'Albanais.

## Histoire
Sur le territoire du village se trouve le moulin de Cal Malush qui remonte au XVIIIe siècle ; il est proposé pour une inscription sur la liste des monuments culturels du Kosovo.

## Démographie

### Évolution historique de la population dans la localité
| 1948 | 1953 | 1961 | 1971 | 1981 | 1991 | 2011 |
| ---- | ---- | ---- | ---- | ---- | ---- | ---- |
| 489  | 485  | 573  | 646  | 810  | 873  | 634  |

|  |